# Mesostenus
Mesostenus is een geslacht van insecten uit de orde vliesvleugeligen (Hymenoptera) en de familie Ichneumonidae.

## Soorten
- M. albinotatus Gravenhorst, 1829
- M. alvarengae Porter, 1973
- M. americanus Cresson, 1878
- M. angustus Townes, 1944
- M. ater Ratzeburg, 1852
- M. aureli Ciochia, 1973
- M. azerbajdzhanicus Abdinbekova, 1961
- M. cingulatellus Costa, 1886
- M. clitellatus Townes, 1962
- M. coreanus (Kim, 1955)
- M. corsicus (Szepligeti, 1916)
- M. crassifemur Thomson, 1888
- M. curvipes Taschenberg, 1876
- M. cuzcensis Porter, 1973
- M. dentifer Thomson, 1896
- M. eisenii Ashmead, 1894
- M. euoplus Porter, 1973
- M. fidalgoi Porter, 1974
- M. funebris Gravenhorst, 1829
- M. gracilis Cresson, 1864
- M. grammicus Gravenhorst, 1829
- M. gravenhorstii Spinola, 1840
- M. kozlovi Kokujev, 1909
- M. laevicoxis Kasparyan & Ruiz, 2008
- M. lanarius Gistel, 1857
- M. liogaster Townes, 1962
- M. longicaudis Cresson, 1872
- M. madronio Kasparyan & Ruiz, 2008
- M. melanurus Cushman, 1929
- M. modestus Brues, 1906
- M. modicus Cresson, 1874
- M. nepomis Porter, 1973
- M. obtusus Momoi, 1966
- M. pallipleuris Kasparyan & Ruiz, 2008
- M. penetralis (Cameron, 1902)
- M. pertenuis Cresson, 1874
- M. pluvialis Porter, 1973
- M. punctatus (Szepligeti, 1908)
- M. roborowskii Kokujev, 1909
- M. rufalbator Aubert, 1959
- M. ruficoxis (Szepligeti, 1916)
- M. rufipes (Kim, 1955)
- M. rufoniger Meyer, 1922
- M. rufotinctus Provancher, 1874
- M. scapularis Kasparyan & Ruiz, 2008
- M. schmiedeknechti Ciochia, 1973
- M. sicarius Townes, 1962
- M. subandinus Porter, 1973
- M. suigensis Uchida, 1930
- M. terani Porter, 1973
- M. thoracicus Cresson, 1864
- M. townesi Kanhekar & Nikam, 1989
- M. transfuga Gravenhorst, 1829
- M. tricarinatus Cameron, 1906
- M. truncatidens Schmiedeknecht, 1905
- M. turcator Aubert, 1972
- M. versicolor Viereck, 1912
- M. xerobates Porter, 1974
- M. xestus Porter, 1973
- M. yacochuyae Porter, 1973